# Bolivaritettix paraguensis
Bolivaritettix paraguensis är en insektsart som beskrevs av Günther, K. 1939. Bolivaritettix paraguensis ingår i släktet Bolivaritettix och familjen torngräshoppor. Inga underarter finns listade i Catalogue of Life.